# Antioquia del Cragos
Antioquia del Cragos (en grec antic Ἀντιόχεια επὶ Κράγω; llatí: Antiochia ad Cragum) o també Antioquia Petita (en llatí Antiochia Parva) era una fortalesa de Cilícia que Estrabó situa vora una roca anomenada Cragos (llatí Cragum) entre el riu Selinunt i el port de Charadrus o Karadran. Apià esmenta el fort de Cragos i el d'Antícragos, i diu que estaven molt ben protegits, però podria ser un error.
La ciutat va ser fundada per Antíoc IV, emperador de l'Imperi Selèucida cap al 170 aC. Va encunyar monedes des de mitjans del segle I fins a mitjans del segle ii. Les darreres monedes conegudes es van emetre sota l'emperador romà Valerià I (253-260). La ciutat va passar a formar part del regne de la Petita Armènia al segle XII. El 1332, l'Orde de Sant Joan de Jerusalem va ocupar la ciutat, que va ser coneguda amb el nom d'Antioquetta, Antioqueta, Antioqueta in Rufine (segons una butlla pontifícia del papa Joan XXII) i Antiochia Parva.